# Princípio da horizontalidade original

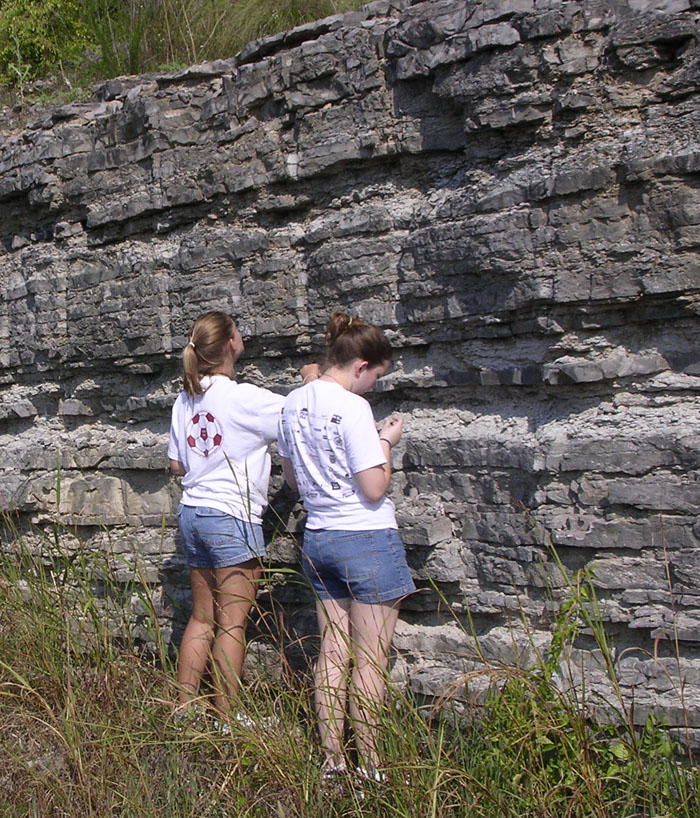
Uma seção estratigráfica do Ordoviciano, no Tennessee central, E.U.A. Os sedimentos que compõem estas rochas foram formados em um oceano e depositados em camadas horizontais.

O princípio da horizontalidade original foi proposto pelo pioneiro geólogo dinamarquês Nicholas Steno (1638-1686). Este princípio estabelece que camadas de sedimentos são originalmente depositados horizontalmente. O princípio é importante para a análise do estrato geológico. 
O estrato, a quando a sua formação, é horizontal e paralelo à superfície de deposição.
A partir dessas observações derivou a conclusão de que a Terra não se formou de um movimento estático, e sim de grandes forças de trabalho ao longo de grandes períodos de tempo, formando a teoria das placas tectónicas.
Assim, o princípio da horizontalidade original é muito aplicável, embora não universalmente, ao estudo da sedimentologia, estratigrafia e geologia estrutural.